# Hebeloma sordidum
Hebeloma sordidum är en svampart som beskrevs av Maire 1914. Enligt Catalogue of Life ingår Hebeloma sordidum i släktet fränskivlingar,  och familjen Strophariaceae, men enligt Dyntaxa är tillhörigheten istället släktet fränskivlingar,  och familjen buktryfflar. Arten är reproducerande i Sverige. Inga underarter finns listade i Catalogue of Life.